# Alumini natiu
L'alumini natiu és un mineral de la classe dels elements natius.

## Característiques
L'alumini natiu és un element químic de fórmula química Al, és l'alumini en estat natural. Cristal·litza en el sistema isomètric. Es troba normalment de manera granular o massiva; també pot ser laminar o escamosa, de fins a 1 mm. La seva duresa a l'escala de Mohs es troba entre 2 i 3,5.
Segons la classificació de Nickel-Strunz l'alumini pertany a «01.AA - Metalls i aliatges intermetàl·lics de la família coure-cupalita» juntament amb els següents minerals: coure, or, plom, níquel, plata, steinhardtita, auricuprur, cuproaurur, tetraauricuprur, anyuiïta, khatirkita, novodneprita, cupalita, hunchunita, stolperita, hollisterita, icosaedrita, kriatxkoïta i proxidecagonita.

## Formació i jaciments
L'alumini natiu va ser descobert l'any 1978 a Billeekh (Sakhà, Rússia). També se n'ha trobat a l'Azerbaijan, Bulgària, República Popular de la Xina, Itàlia, Veneçuela i a la Lluna. Sol trobar-se associat a altres minerals com: antimoni, cadmi, coure, hematites, ilmenita, ferro, jarosita, plom, magnetita, moissanita, pirita, sofre, estany i zinc.